# Крупін Олександр Рюрикович
Крупін Олександр Рюрикович (рос. Крупин Александр Рюрикович; 21 липня 1956) — радянський боксер, чемпіон Європи серед аматорів.

## Аматорська кар'єра
Боксом почав займатися у віці 12 років.  З початку 1980-их років входив до складу збірної СРСР.
На чемпіонаті Європи 1981 став чемпіоном.
- У чвертьфіналі переміг Ральфа Небріга (НДР) — 5-0
- У півфіналі переміг Ондрея Пустая (Чехословаччина) — 5-0
- У фіналі переміг Георгіка Донічі (Румунія) — 5-0

На Кубку світу 1981 переміг Луїса Кінтана (Колумбія) і Джонні Вільямса (США), завоювавши золоту медаль.
1982 року брав участь у матчах між збірними США та СРСР, але оскільки конкуренція в команді СРСР на той момент сильно зросла, незабаром після цього вирішив завершити кар'єру